# 王国神話
『王国神話』（おうこくしんわ）は、明日香々一による日本のライトノベル作品。イラストはかわく。第15回ファンタジア長編小説大賞最終選考作『王国神話 空から降る天使の夢』（応募時のタイトルは『王国神話』のみ）。富士見ファンタジア文庫（富士見書房）にて2004年1月から同年6月まで刊行された。

## 登場人物
ディオン・ナディ・サース・シスルーン
将来第15代国王となるシスルーンの王子。9歳の時、自室のバルコニーに倒れていたオルフィナを「拾った」。オルフィナにはディーと呼ばれる。優しく強い心の持ち主で、オルフィナには甘い。生真面目。美形だが女顔。オルフィナを非常に大切にしているが、オルフィナと出会った経緯や己の立場から生涯共にいることはできないと思っている。
オルフィナ・フェイジョア・ルフィニア
ディオンの幼馴染。ディオンに出会う以前の記憶がなく、ルフィニア侯のもとに、表向きは実子として身を寄せている。オルフィナという名前はディオンがつけたもので、作中の神話に登場する大天使に由来する。ディオンにはフィナと呼ばれる。赤い瞳が特徴的な、寂しがり屋で少し泣き虫な少女。普段は男物の服を着ているため、まれに男と間違われる。しばしば自分を連れ戻そうとする者達に苛まれる悪夢を見、悪夢の間は失われた記憶を一時的に取り戻す。
イリシア・ルゥ・イース・シスルーン
イリア。ディオンの妹。作中で15歳の誕生日を迎えるが、年のわりに大人びており、非常に聡明。城の庭で傷ついた動物を手当てするのが趣味。13歳の時に、満身創痍のカムタを発見し介抱した。また、作中では怪我を負ったヴァットヴィレールと城の庭で遭遇している。
カムタ城の庭で怪我をしていたところをイリシアに拾われ、それ以後、イリシアに忠誠を誓っている。記憶がない。カムタはイリシアがつけた名。
オースティン
コントレックス公の次男。ディオンの友人。幼少の頃、美少女のように愛らしかったディオンに惚れてしまった経験があり、やたらとディオンの女顔をからかってくる。長い間、オルフィナが男だと勘違いしていた。女の子にはとりあえず声をかける。兄のイスティアが事故で亡くなってしまったため跡取りとなってしまった。
ラオロン・ガゼィ・ナドゥル・シスルーン
シスルーン王国第14代国王。ディオンの父。自分の子供の教育に対しては非常に厳格な人。王妃はリリス。
アエラ・バル・ガルロ・シスルーン
シスルーン王国第3代国王。今のところ史上唯一の女王。女性であるために、幼い頃から結婚・世継ぎの事を急かされ続け、ついに切れて、生涯独身を貫くと宣言。最終的には婚姻を結ぶものの、この騒ぎ以降、国王は子を3人以上もうけることが義務になっている。
ヴァットヴィレール
誓名はクロノス。アストリア（オルフィナ）を連れ戻しに来たと言い、ディオンに突然斬りつける。オルフィナ、そしてカムタの過去に深い関係があるらしい。

## 既刊一覧
- 明日香々一（著）・かわく（イラスト）、富士見書房〈富士見ファンタジア文庫〉、全2巻
  - 『王国神話 空から降る天使の夢』、2004年1月20日発売[1]、ISBN 4-8291-1581-5
  - 『王国神話 第二夜 約束は夢にとけて』、2004年6月19日発売[2]、ISBN 4-8291-1626-9